# Libský potok
Libský potok (německy Großbach) je levostranný přítok Ohře ve Smrčinách v okrese Cheb.
Délka toku měří 8,6 km, plocha povodí činí 23,4 km².

## Průběh toku
Potok pramení v nadmořské výšce 570 metrů v Německu při státní hranici s Českem a na území Česka přitéká v lese severozápadně od Libé na území Přírodného parku Smrčiny. Nejprve teče severovýchodním směrem, který se brzy mění na východní a po průtoku dvou malých rybníčků na přibližně jižní až jihovýchodní. Severozápadně od Libé protéká Kamenným rybníčkem s přírodním koupalištěm. Potok pokračuje do Libé, kde v údolí pod zámkem v Libé přibírá zleva Vlastislavský potok. Při jižním okraji zástavby Libé protéká rybníkem Kladivo a dále teče územím zaniklých obcí Dubina a Rybáře a zleva se vlévá do Ohře na jejím 247 říčním kilometru.